# Douglas B-23 Dragon
Douglas B-23 Dragon byl americký dvoumotorový dolnoplošný bombardovací letoun vyvinutý společností Douglas Aircraft Company jako vylepšený následovník letounu B-18 Bolo.

## Vývoj a popis

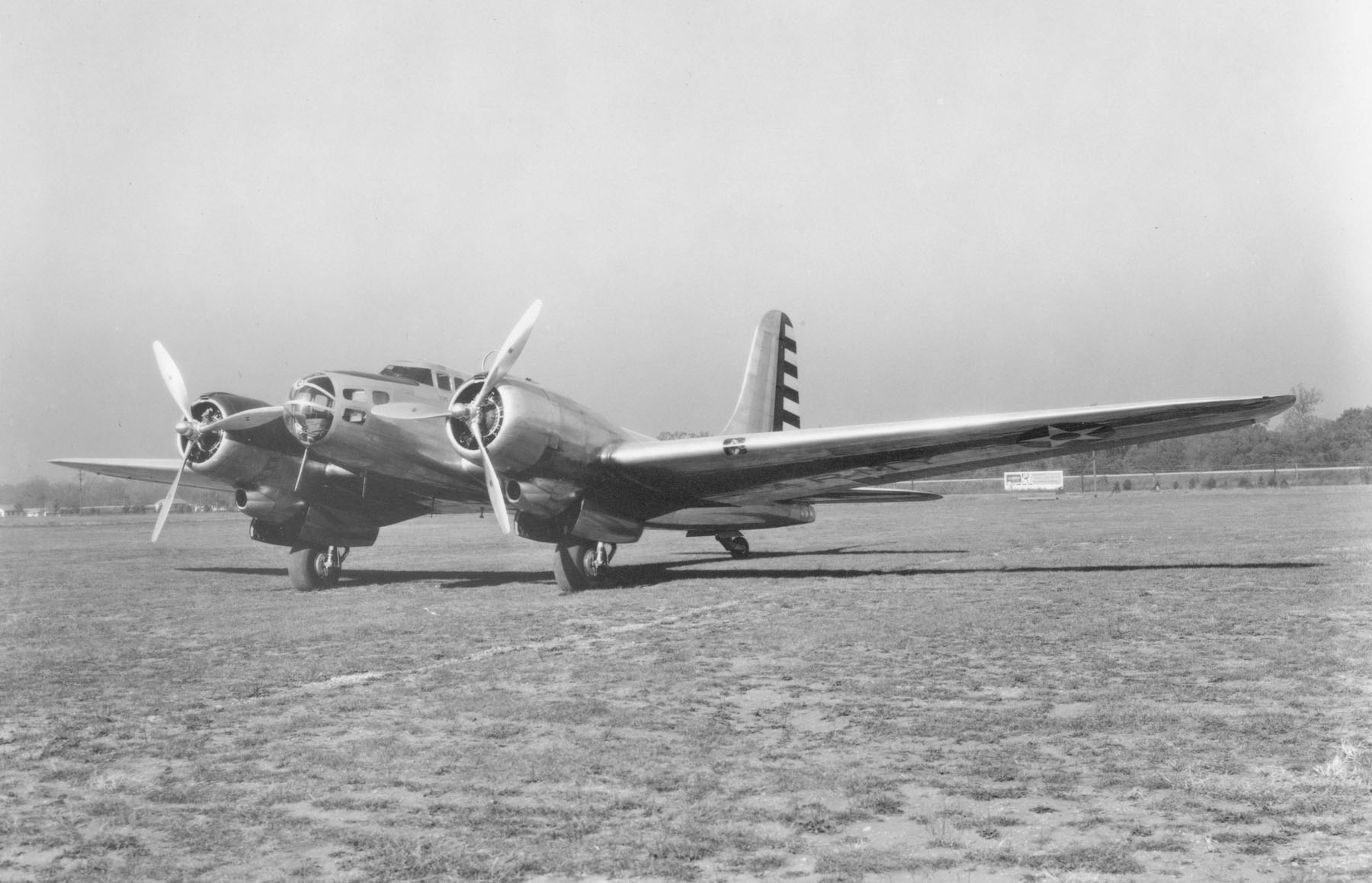
Letoun B-23 Dragon v barvách USAAC na počátku 40. let 20. století

Společnost Douglas navrhla celou řadu změn k vylepšení výkonu letounů B-18. Původně zvažovaný projekt označovaný XB-22 měl být vybaven hvězdicovými motory Wright R-2600-1 Twin Cyclone. Celkově přepracovaný stroj B-18 byl považován USAAC za perspektivní, a proto posledních 38 objednaných letounů B-18 bylo postaveno jako B-23. Návrh nového stroje zahrnoval nové křídlo s větším rozpětím, které bylo velmi podobné křídlu letounů Douglas DC-3, plně zatahovatelný podvozek a vylepšenou obrannou výzbroj. Za zmínku stojí, že B-23 byl prvním operačně způsobilým bombardérem Spojených států s proskleným stanovištěm zadního střelce. Kulomet v ocase letounu používal munici .50 BMG a obsluhoval jej ležící střelec.
První letoun B-23 poprvé vzlétnul na letišti Clover Field 27. července 1939, přičemž bylo mezi červencem 1939 a zářím 1940 vyrobeno 38 strojů. Celá dodávka byla splněna do září 1940.

## Operační historie

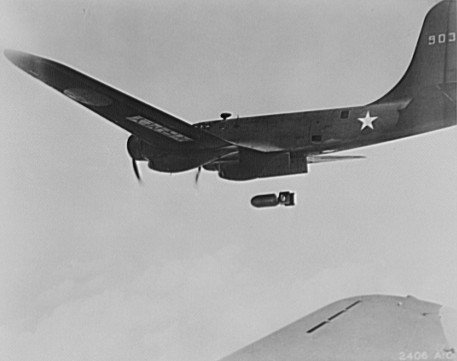
Letoun B-23 Dragon při cvičném letu shazuje leteckou pumu

I když byl letoun podstatně rychlejší a lépe vyzbrojen než letoun B-18, nemohl se rovnat novým středním bombardérům, jako byly North American B-25 Mitchell a Martin B-26 Marauder. Z tohoto důvodu 38 vyrobených strojů nebylo nikdy použito v bojové akci, ačkoliv po nějakou dobu byly používány jako hlídkové letouny na západním pobřeží Spojených států amerických. Letouny B-23 byly přiděleny k perutím USAAC a to k 89. a 17. průzkumné, 34., 73. a 95. bombardovací. 18 z nich bylo přestavěno na transportní letouny s označením UC-67 s trupem pro 12 až 14 osob. Letoun také sloužil jako testovací letoun pro zkoušení nových motorů a systémů.
Po druhé světové válce bylo mnoho strojů používáno jako dopravní letouny významných osobností, přičemž na nich proběhly nejrůznější úpravy. To je také důvodem, proč se jich zachovalo poměrně značné množství. Například Howard Hughes používal upravený letoun B-23 jako svůj osobní letoun.

## Dochované letouny

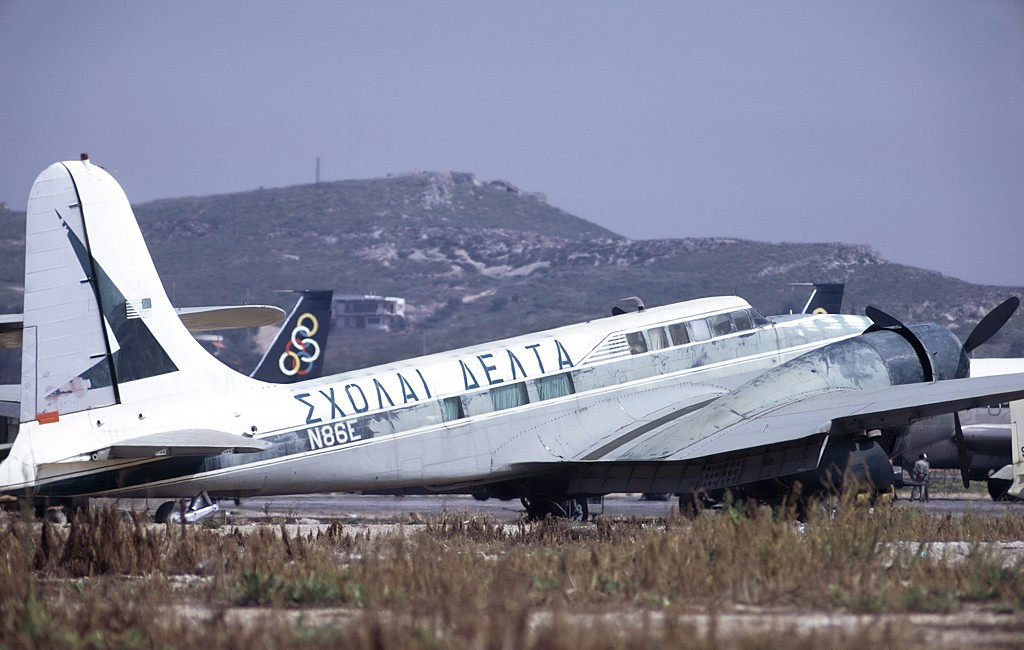
Douglas B-23 přestavěný na letoun pro transport důležitých osobností na letišti v Athénách (Hellenikon) v roce 1973

### Letuschopné stroje
- B-23 Dragon, s/n 39-0033 je jako letuschopný vlastněn společností Pissed Away N747M LLC v Bellevue, Washington.[3]
- UC-67 Dragon, s/n 39-0063 je jako letuschopný vlastněn společností Carmacks Commercial Corp. v Anchorage, Aljaška.[4]

### Vystavené letouny

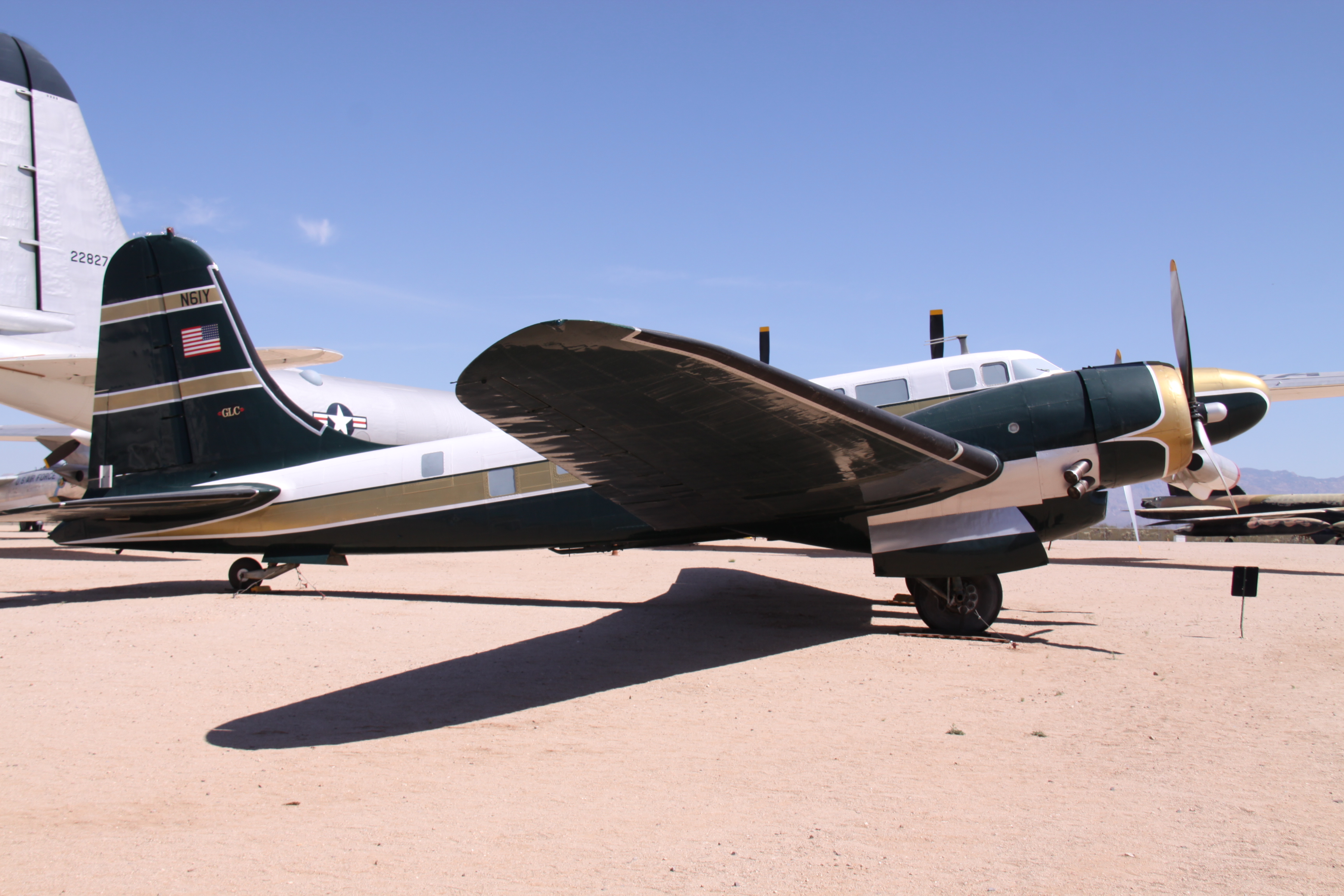
Douglas B-23 Dragon (N61Y)

- B-23 Dragon, s/n 39-0036 je vystaven v muzeu „McChord Air Museum“ na letecké základně McChord, Washington.[5]
- UC-67 Dragon, s/n 39-0047 je vystaven v muzeu „Castle Air Museum“ v Atwater, Kalifornie.[6]
- B-23 Dragon, s/n 39-0051 je vystaven v muzeu „Pima Air & Space Museum“ v Tucsonu, Arizona.[7]
- B-23 Dragon, s/n 39-0057 je vytaven/uskladněn v muzeu „Fantasy of Flight“ v Polk City, Florida.[8]

### Neúplné stroje
- Téměř kompletní vrak letounu B-23 Dragon, s/n 39-0052 je v Loon Lake, Idaho.[9]

### Letouny v rekonstrukci
- B-23 Dragon, s/n 39-0037 je restaurován v Národním muzeu Letectva Spojených států (National Museum of the United States Air Force) na letecké základně Wright-Patterson, stát Ohio.[10]
- B-23 Dragon, s/n 39-0038 je restaurován v muzeu „1941 Historical Aircraft Group Museum“ ve městě Geneseo, New York.[11]

## Varianty
B-23
Střední bombardér – základní verze.
UC-67
Transportní verze letounu. Přestavěno 18 strojů.

## Specifikace (B-23 Dragon)
Technické údaje pocházejí z publikace „Joe Baugher's Encyclopedia of American aircraft“.

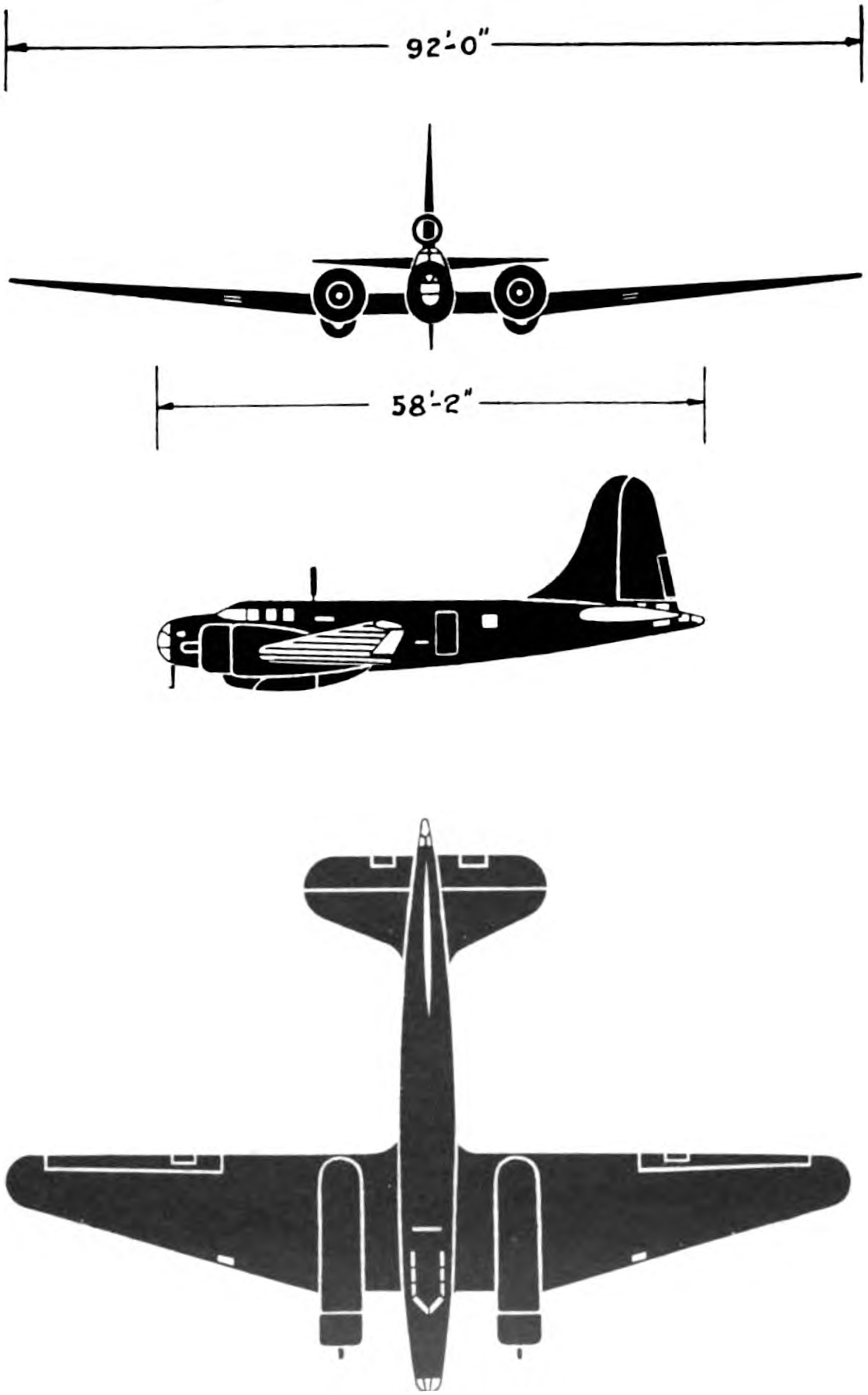
Třípohledový nákres

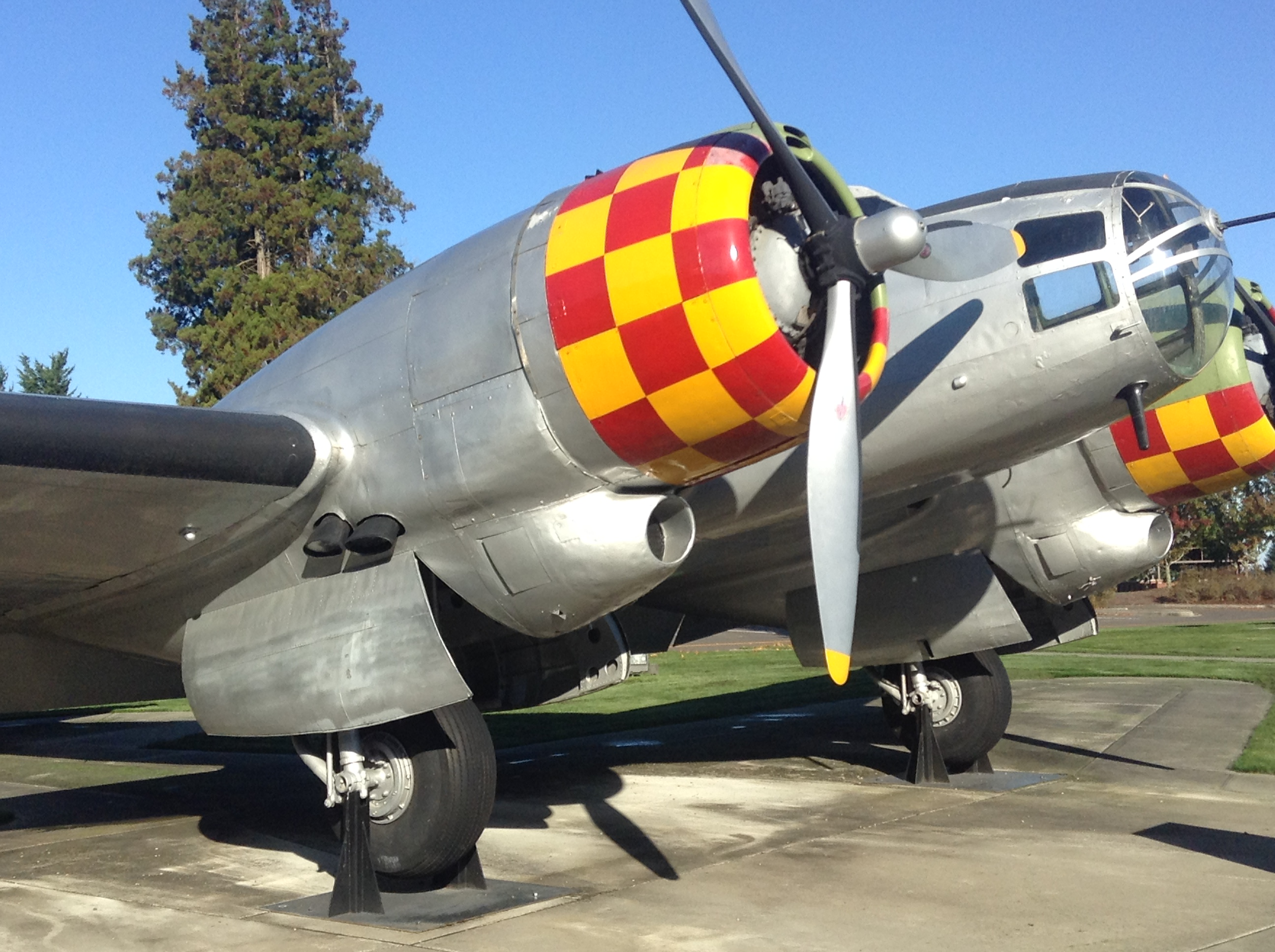
Douglas B-23 Dragon

### Technické údaje
- Posádka: 6
- Rozpětí: 28 m
- Délka: 17,8 m
- Výška: 5,6 m
- Nosná plocha: 92,3 m²
- Plošné zatížení: 130 kg/m²
- Prázdná hmotnost: 8 677 kg
- Max. vzletová hmotnost: 14 700 kg
- Pohonná jednotka: 2× hvězdicový motor Wright R-2600-3
- Výkon pohonné jednotky: 1 600 k (1 194 kW)

### Výkony
- Cestovní rychlost: ? km/h ve výšce ? m
- Maximální rychlost: 454 km/h (282 mph) ve výšce ? m
- Dolet: 2 300 km (s 1 800 kg bomb)
- Dostup: 9 630 m (31 600 stop)
- Stoupavost: 7,6 m/s (1 493 stop/min)
- Poměr výkon/hmotnost: 200 kW/kg

### Výzbroj
- 3× kulomet M1919 Browning ráže 7,62 mm
- 1× kulomet M2 Browning ráže 12,7 mm ve věžičce na zádi letounu
- 1 814 kg (4 000 liber) bomb

## Uživatelé
Spojené státy americké
- Letecký sbor armády Spojených států (United States Army Air Corps)

#### Související vývoj
- Douglas DC-3
- Douglas B-18 Bolo

#### Podobná letadla
- Douglas XB-22
- Martin B-26 Marauder
- North American B-25 Mitchell